# La voce del silenzio (film 1993)
La voce del silenzio (House of Cards) è un film drammatico statunitense del 1993 diretto da Michael Lessac.

## Trama
Sally è una bambina di 6 anni. Dopo la morte accidentale del padre archeologo si rinchiude in sé e non parla più ma è dotata di una gran intelligenza. La madre fa di tutto perché non vuole rinchiudere la figlia in un centro per ragazzi con diverse patologie e sindromi, tra cui lo spettro autistico. Tornerà a parlare dopo un regalo fatto dalla madre.